# Fieseler Fi 103R (Reichenberg)
A Fieseler Fi 103R (Reichenberg) foi uma versão tripulada da Fi Fieseler 103  mais  conhecida como V-1 bomba voadora, produzido para as missões que deveriam ser realizadas pelo Esquadrão Leónidas, Staffel 5 da Kampfgeschwader 200 (KG200) da Luftwaffe, nos finais da Segunda Guerra Mundial.

## História

### Antecedentes
O Esquadrão Leónidas, parte do KG200, tinha sido criado como um esquadrão suicida. Os voluntários foram obrigados a assinar uma declaração que dizia:
"Tenho a honra de me apresentar voluntariamente para ser inscrito no grupo de suicídio, como parte de um planador/homem-bomba. Compreendo perfeitamente que o emprego nesta capacidade implicará a minha própria morte."
Inicialmente , tanto o Messerschmitt Me 328 e a Fi Fieseler 103 foram consideradas como aeronaves adequadas, mas a Fi 103 foi preterida em favor do Me 328 equipado com uma bomba de 900kg (2.000 lb).
No entanto, foram sentidos problemas em converter o Me 328, e Heinrich Himmler queria cancelar o projecto. Otto Skorzeny, que estava a investigar a possibilidade de utilização de torpedos-tripulados contra os navios Aliados, foi instruído por Hitler a reavivar o projecto. Skorzeny contactou a famosa piloto Hanna Reitsch. A Fi 103 foi reavaliada e uma vez que pareceu oferecer ao piloto uma pequena hipótese de sobreviver, foi adoptado para o projecto.
O projecto foi dado o nome de código "Reichenberg", após a capital do antigo território da Checoslováquia "Reichsgau Sudetenland" (actual Liberec). Quanto à aeronave era conhecida por "Reichenberg-Geräte" (aparelho Reichenberg).

### DFS
No Verão de 1944, o "DFS - Deutsche Forschungsanstalt für Segelflug" (Instituto Alemão de Pesquisa para Planadores de Voo) em Ainring, assumiu a tarefa de desenvolver uma versão tripulada da Fi 103. Um exemplar foi preparado para teste em poucos dias e foi estabelecida uma linha de produção em Dannenberg.
A V-1 foi transformada na Reichenberg adicionando um cockpit pequeno, apertado em frente da entrada do pulsorreactor, onde no V-1 padrão, estavam montados os cilindros de ar comprimido. O cockpit teve instrumentos básicos de voo e um assento cúbico de madeira contraplacada. A canópia era uma peça única que incorporava um painel frontal blindado e de abertura lateral para permitir a entrada. Os dois cilindros de ar comprimido, foram substituídos por um, montado na traseira, no espaço que normalmente destinado ao piloto automático da V-1. As asas foram equipados com bordas endurecidas para cortar os cabos dos balões barragem.
Foi proposto que um bombardeiro He 111 levaria um ou dois Reichenberg debaixo de suas asas, liberando-os perto do alvo. Depois os pilotos das Reichenberg, teriam de dirigir as suas aeronaves para o alvo, ejectando a canópia do cockpit e abandonar a aeronave, antes do impacto. Estima-se que as hipóteses de um piloto sobreviver a um salto das suas Reichenberg seriam inferiores a 1%, devido à proximidade da entrada da pulsorreactor ao cockpit.

### Versões
Havia quatro versões: até Outubro de 1944 cerca de 175 R-IV estavam prontos para a acção.
- R-1 - planador monolugar básico.
- R-II - tinha um segundo cockpit montado, onde estaria a ogiva.
- R-III
- R-IV - o modelo operacional padrão.

### Treino
Os voluntários eram treinados em planadores básicos para sentirem os efeitos de um voo de planagem, então progrediram para planadores especiais com asas encurtado susceptíveis a mergulhos em velocidades até 300 quilómetros por hora (190 mph). Após estes treinos, passavam para a versão R-II.
Os treinos nas versões R-I e R-II embora com aterragem difícil sobre skis , demonstravam bom comportamento por parte da aeronave e antecipava-se o seu uso por parte do Esquadrão Leónidas. Albert Speer escreveu a Hitler no dia 28 de Julho 1944 a dizer que se opôs ao desperdício de homens e máquinas nos Aliados em França e sugeriu seria que melhor utiliza-los contra centrais energéticas Soviéticas.

### Voos de teste
O primeiro voo foi realizado em Setembro de 1944 em Larz, com o Reichenberg largado de um He 111. Contudo, após o piloto ter perdido controle do seu aparelho quando acidentalmente ejectou a canópia, levou ao despenhamento desse aparelho. No dia seguinte, um segundo voo também terminou em desastre, e voos de teste subsequentes foram realizadas pelos pilotos de teste Heinz Kensche e Hanna Reitsch. Reitsch sofreu vários despenhamentos mas  sobreviveu incólume. A 5 de Novembro de 1944, durante o segundo voo de teste do R-III, uma asa caiu devido a vibrações e Kensche Heinz conseguiu saltar e abrir o paraquedas em segurança, embora com alguma dificuldade devido ao cockpit apertado.

### Cancelamento
Em 5 de Março de 1945, Heinz Kensche morreu quando um Fi R-103R-III modificado,com asas encurtadas, perdeu as duas asas durante um voo de teste. Werner Baumbach, o comandante da KG200, ficou farto do programa e pediu ajuda a Albert Speer. Werner Baumbach e Speer reuniram-se com Hitler a 15 de Março de 1945 e conseguiram convencê-lo que as missões suicidas não eram parte da tradição guerreira Alemã e mais tarde nesse dia Baumbach ordenou o dissolução dessa unidade. O programa foi cancelado em favor do Mistel.

### Aparelhos sobreviventes
- Museu de Guerra Canadiano (Canadian War Museum), em Courtenay no Canadá (aparelho em restauração).

- Museu da Guerra Aérea  (Lashenden Air Warfare Museum), em Kent no Reino Unido.

- Museu da Segunda Guerra Mundial La Coupole( La Coupole - Musée de la Seconde Guerre Mondiale - Nord Pas de Calais), em Calais, França.

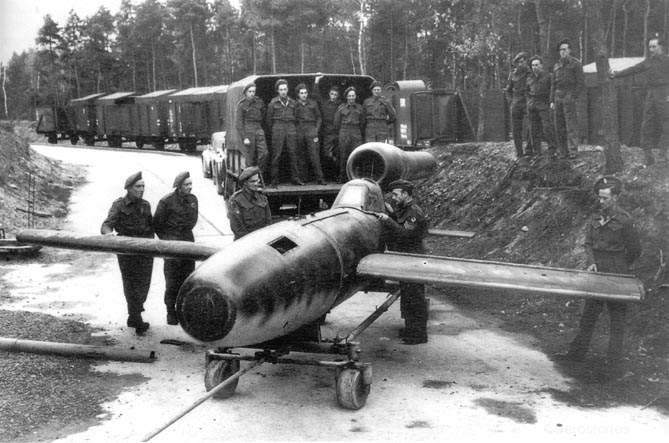
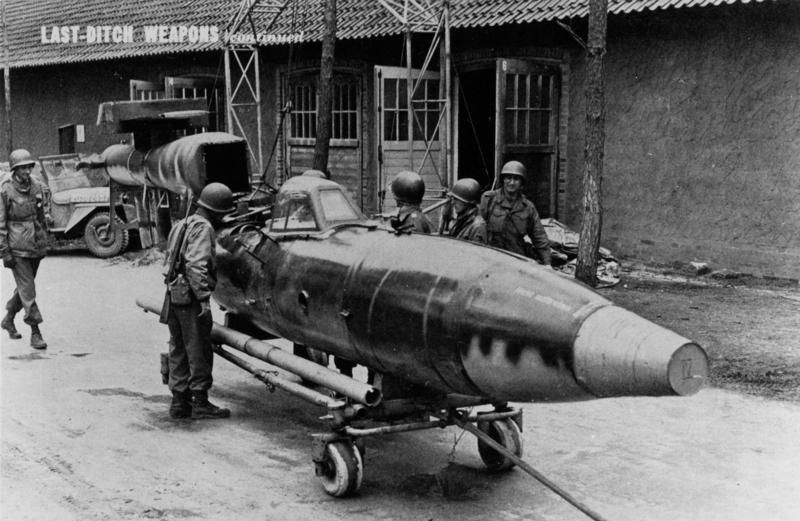
Fi 103 Reinchenberg capturado pelos Aliados
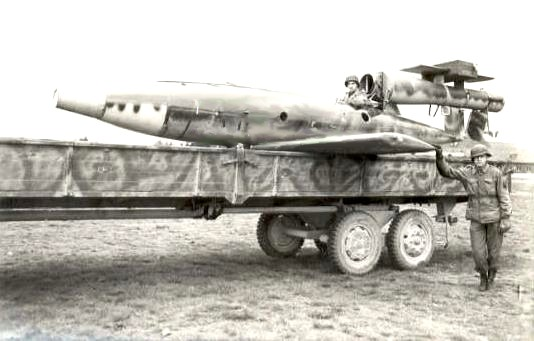
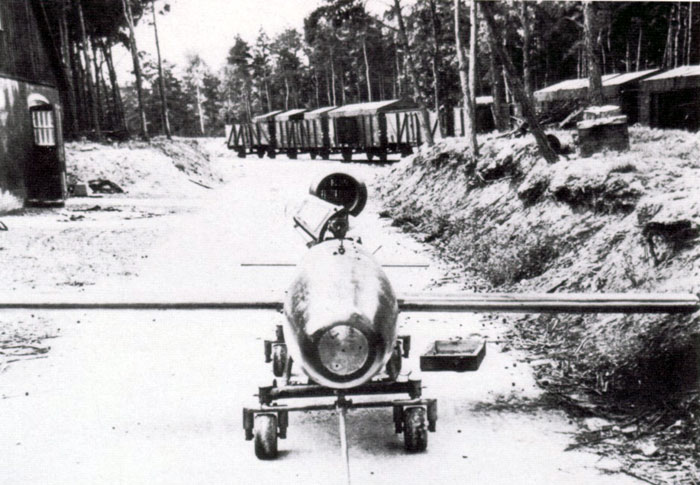

## Ficção
"Operation Crossbow" - filme de ficção britânico de 1965, baseado numa operação militar com o mesmo nome idealizada por Winston Churchill durante a Segunda Guerra Mundial.

## Ligações Externas
- Conteúdo relacionado com Fieseler Fi 103R (Reichenberg) no Wikimedia Commons.
- (em inglês) http://www.militaryfactory.com/aircraft/detail.asp?aircraft_id=213
- (em inglês) https://web.archive.org/web/20081230051247/http://greyfalcon.us/Fiesler%20Fi.htm
- (em inglês) https://web.archive.org/web/20110128030941/http://lashendenairwarfremuseum.giving.officelive.com/66.aspx
- (em português) http://www.luftwaffe39-45.historia.nom.br/aero/fi103.htm